# Tertnes Idrettslag
Tertnes Idrettslag (stiftet 25. januar 1953) er en idrætsforening fra bydelen Åsane i Bergen, Norge. Klubben har et kvindehåndboldhold i den norske håndboldliga
Da klubben blev etableret blev der satset på fodbold, atletik og håndbold. Satsningen på håndbold blev opgivet pga. mangel på træningsfaciliteter, og blev først genoptaget i 1970'erne. Da blev Åstveithallen bygget og den lagde grundlaget for en øget satsning på håndbold, som endte med oprykning til eliteserien for kvindeholdet i 1992.
Udover håndbolden har klubben også fodbold, gymnastik og alpint på programmet.

## Arena
Håndboldholdet spiller i Haukelandshallen i Årstad i Norge, hvor der er plads til 5.000 tilskuere.

## Håndbold
I den norske eliteserien har klubben to gange vundet ligasølv, i sæsonerne 1998/1999 og 2003/2004. Derudover har de vundet ligabronze tre gange og pokalsølv i 2001/2002 og siden 1998 har klubben deltaget flere gange i de europæiske klubturneringer i håndbold, og i 2000 kom de helt til finalen som de tabte 42-41 til spanske Mislata. Den gang var Gunnar Pettersen træner for Tertnes.